# 大日本琉球藩民五十四名墓
22°04′16″N 120°43′46″E / 22.071123°N 120.729489°E
大日本琉球藩民五十四名墓，是位於臺灣屏東縣車城鄉統埔村、埋葬八瑤灣事件遇害琉球族的墳墓，於2011年登錄為屏東縣歷史建築。

## 歷史

### 清治時期
同治十年（1871年），統埔、保力庄客家人劉天保、楊友旺、林阿九等人，合力將遺留在八瑤灣事件遭難現場的琉球族無頭遺體，以一塚合葬在雙溪口（今車城鄉統埔村），頭顱則用排灣族舊慣帶到部落的頭骨架中擺祀。

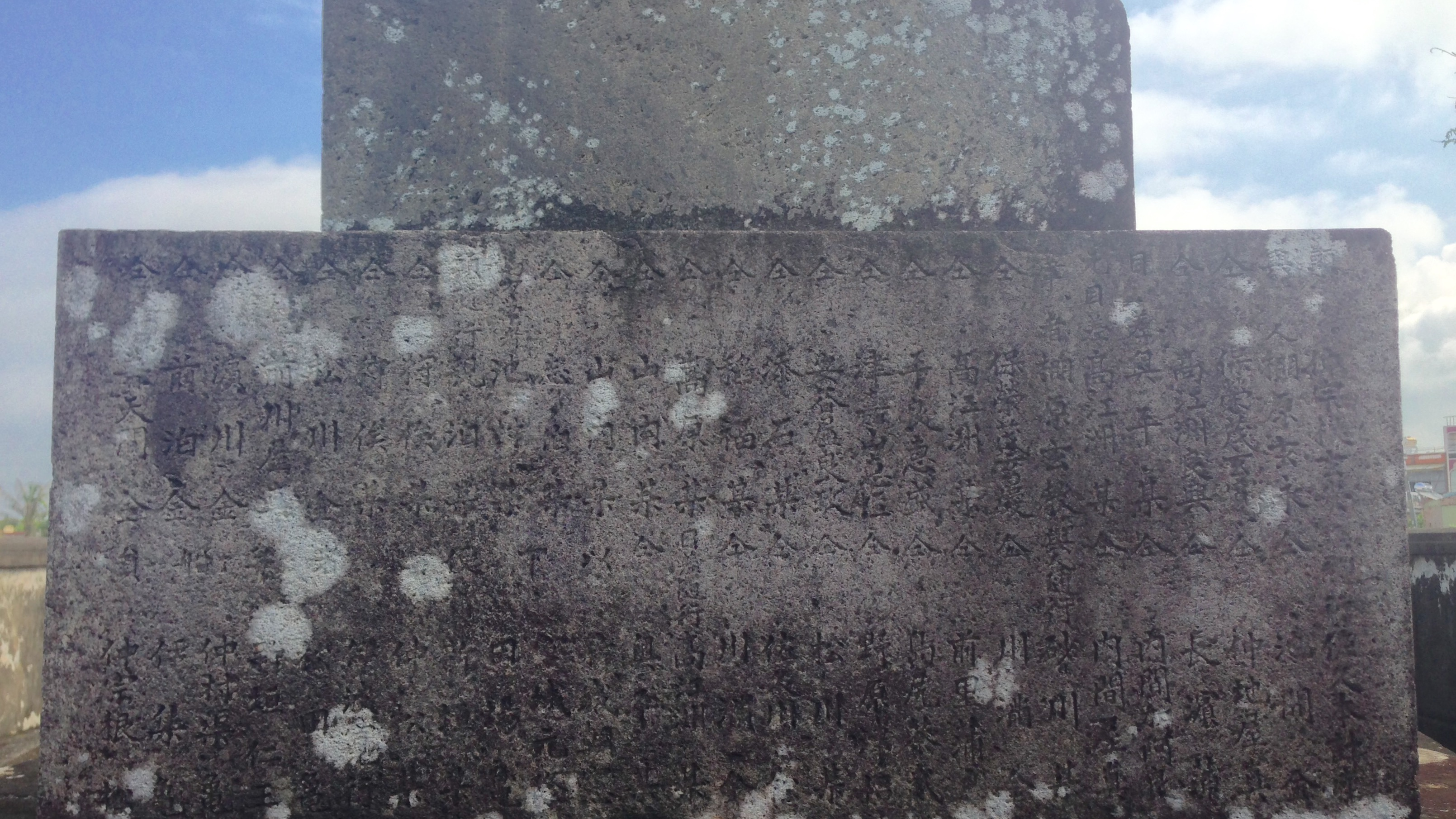
五十四名墓罹難者

同年11月底建墓完畢，西鄉從道將墓交由林阿九家族，囑咐代為管理祭祀，並給予一份證明，答應每年給付年金二十圓。墓碑材料為花崗石，由日本從廈門購買，並大字書寫著「大日本琉球藩民五十四民墓」，背面有西鄉從道親書的碑銘，為日人在臺存留最早的一塊碑體。但該墓當時並沒紀錄各受難者的名字。林阿九家族每年舊曆三月十五日與七月十五，舉行祭祀。
同治十三年（1874年），牡丹社事件尾聲時，福島九成與吳碩向沈葆楨提出五條辦法，其中一條為：「我國人民，在生番被殺死者，遺骸現就當時收埋之舊址，更建墓碑表之。將來如有親戚朋友人等航客就近港口之際，若欲藉便登岸掃祭者 ，務望使其即日登岸拜奠而歸。」

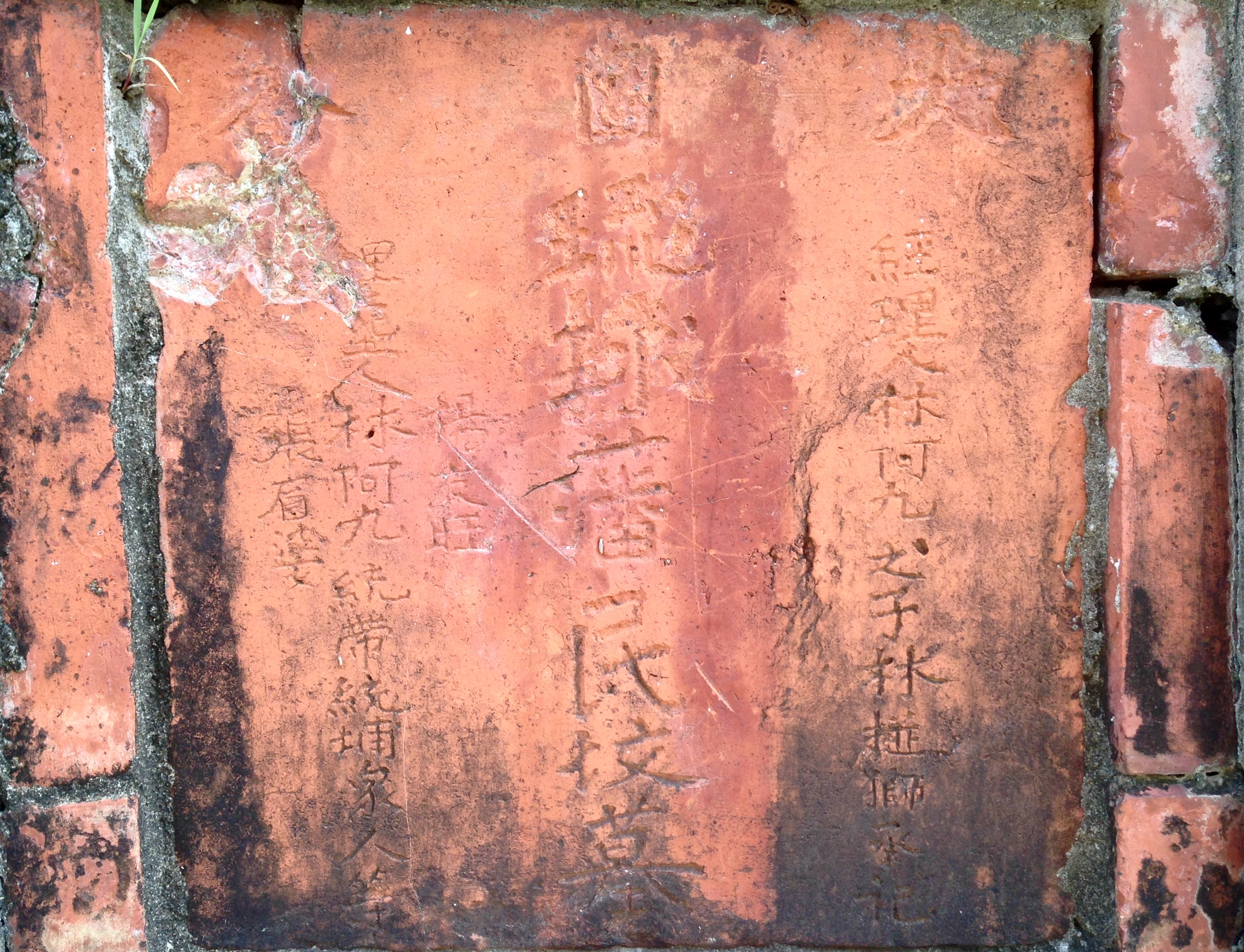
立墓者

沈葆楨以為墓塚是為陣亡日軍所建，便答應日本代表的請求。臺灣府周懋琦受命與日軍辦理交接事宜，見到即將完工的墓塚，便詢問福島九成為何不將日軍屍首運回，日方才說所埋為琉球人遺骸。並且，日軍也將原住民部落預定交付中國官員的頭顱截走，不依原先循柔遠驛處置的舊例，改從控制琉球的薩摩藩交付，建立臺灣遭害者之墓。這些舉動等於宣告琉球為日本的藩國。

### 日治時期
日本統治台灣後，日本政府開始有官方介入祭祀，也才開始對林阿九家族履行年金二十圓的約定，1916年減為十圓。
1925年，生還的琉球人島袋龜已七十五歲，想要來臺灣報答救命恩人，便向琉球民俗學家伊波普猷（魚培元）求助。伊波普猷有一位朋友照屋宏擔任總督府交通局鐵道部工務課長一職，就幫助發起此墓的整修。1926年開始整修，墓區由琉球籍的高雄州城間內務部長負責，墓碑設計者為高雄州技師和田真氏，施工單位則是恆春郡役所。舊碑下加增由三塊士林石材組成的三層底座，上段高八寸，中段高一尺六寸，下段高四尺，中段並刻有遭難者名單，總高度超過十一尺，總共醵資五百圓，於1927年12月全部完工。該年島袋龜逝世。負責運作改修工作的旅臺琉人，出版墓碑改修報告書《牡丹社遭難民墓碑改修報告書》。整修後，列出了琉球人遭難與生還者名單，還有救助者遺族的系譜。
1933年，琉球藩民墓依《史蹟名勝天然紀念物保存法》列入第一批國定史蹟，調查委員為尾崎秀真、谷河梅人，由臺北帝國大學教授移川子之藏提出說明。
楊友旺曾孫楊錦輝在學童時聽到日本老師在課堂上談到楊友旺，卻不知道是曾祖。

### 戰後時期

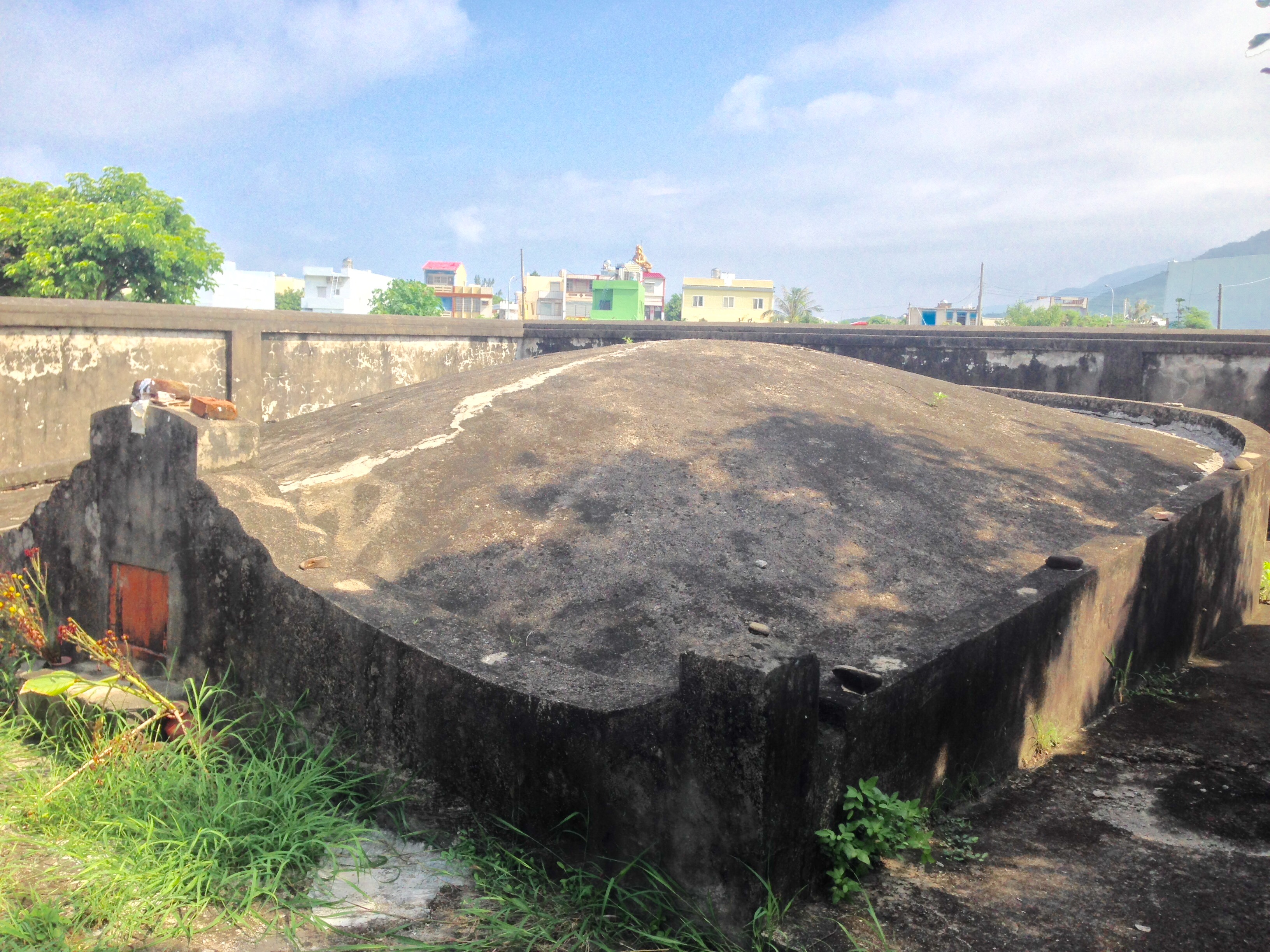
墓塚

1978年9月，沖繩歷史學家又吉盛清探視此墓後，於於日、琉、臺三地推動此墓與臺灣遭害者之墓的改修。次年，由遺族組成首屆拜墓團出發，與臺灣的關係人碰面，並主持祭典。
1979年10月8日，內政部以台內民字四九二〇三號函暫列三級古蹟。1981年，琉球遺族取得屏東縣政府、車城鄉公所的同意興工。琉球「台灣遭難者墓地改修等關係市町村協議會」會長盛島明秀委託住在統埔村的林阿九曾孫林錦榮處理，他的祖父林椪獅是墓碑上所寫的經理人。於1982年3月改建完畢，由於當時為戒嚴時期，基於反日的主流意識形態，墓碑的「大日本」字樣被塗掉，直到2000年才恢復。

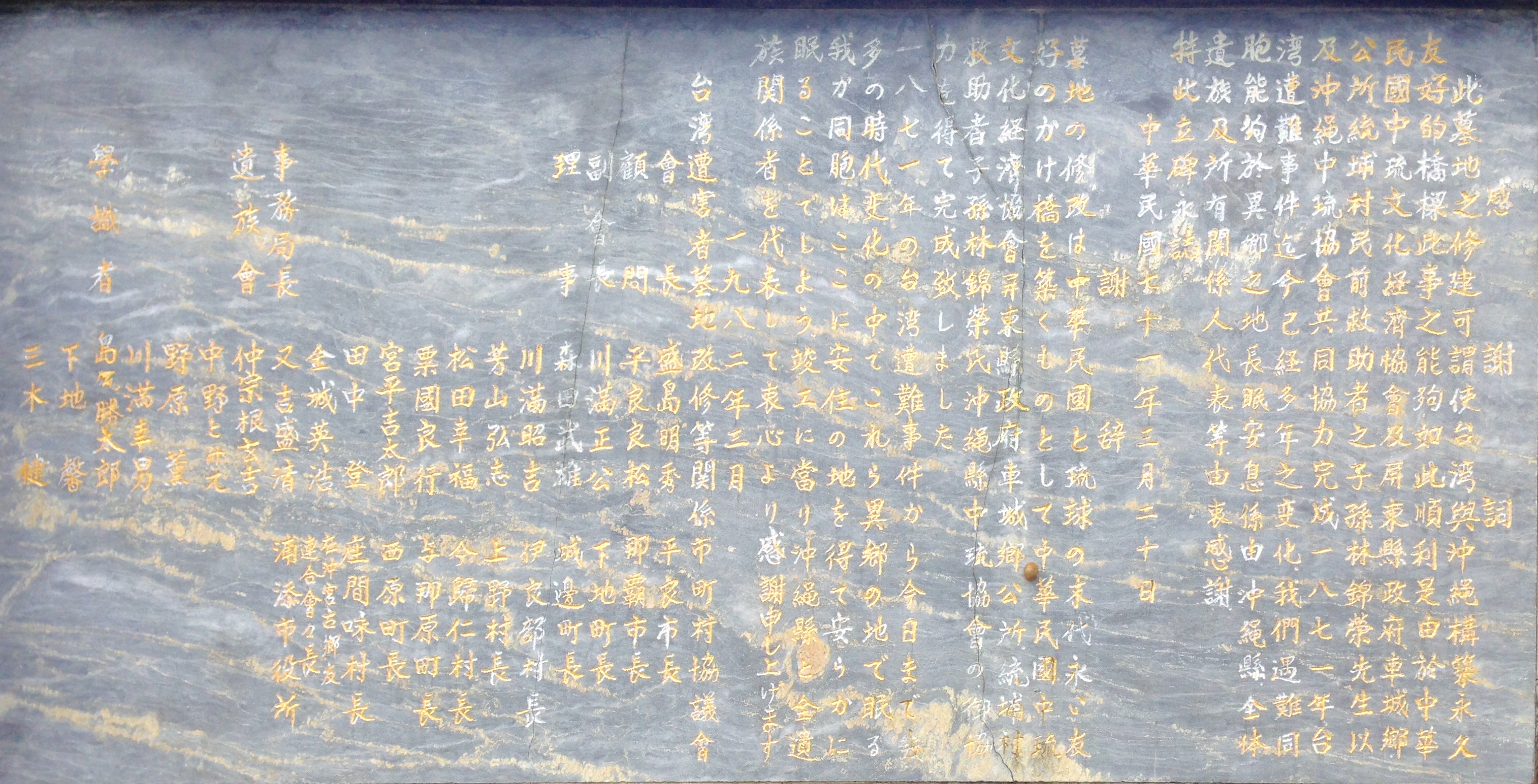
感謝詞

由於林安泰古厝的拆遷爭議，讓臺灣有制定《文化資產保存法》的呼聲。內政部因此開始進行臺灣古蹟調查。1982年，內政部民政司的《臺灣地區古蹟調查表》中此墓暫定為第三級古蹟，內容卻前後矛盾，在沿革部分連碑名都錯。

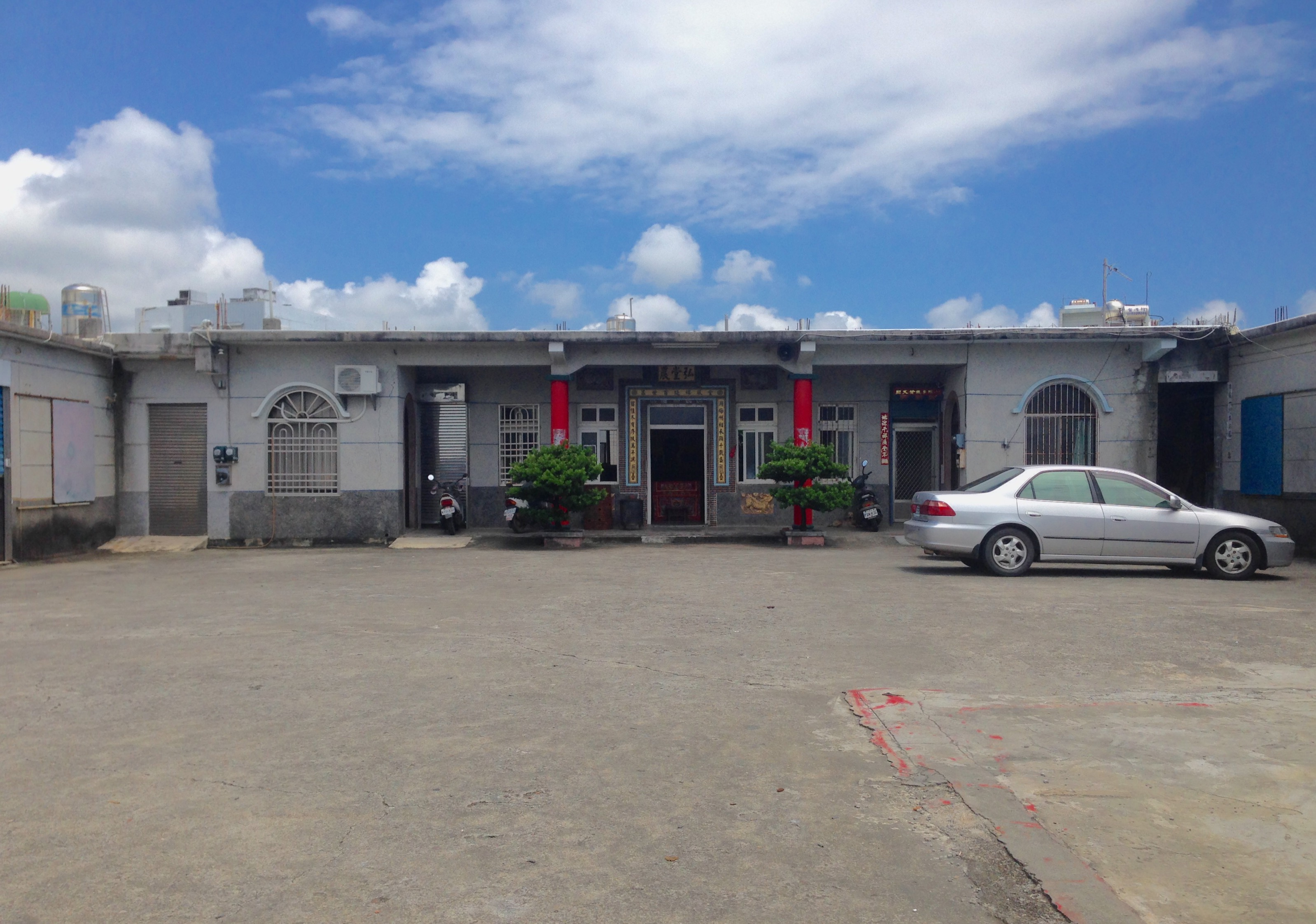
楊友旺後裔楊英庚在1994年的《六堆風雲》表示，琉球人還大概一年來一次到車城鄉保力村楊家宗祠禮敬憑弔，以感謝救命之恩，甚至還將楊友旺相片翻拍帶回去作紀念。

2011年11月25日，國立台北教育大學楊孟哲主辦大和解，遺族代表野原耕榮、排灣族頭目家屬代表華阿財、及楊友旺家屬代表楊吉林，在保力村楊氏宗祠於楊友旺靈前祭謝，並發表謝詞表彰其義行，隨後在屏東縣縣長曹啟鴻、監委黃煌雄主持下，在此墓舉辦慰靈祭，齊聲高呼「愛與和平」。楊氏後代族人楊信德等人希望各界協助在紀念公園內豎立銅像及說明故事，讓後代子孫知曉這段歷史。
2011年12月1日，屏東縣政府將此墓列為屏東縣文化資產，公告為歷史建築。

## 相關遺址
- 石門古戰場
- 明治七年討蕃軍本營地
- 征蕃役戰死病歿忠魂碑
- 西鄉都督遺蹟紀念碑

## 外部連結
- 大日本琉球藩民五十四名墓（页面存档备份，存于），文化部文化資產局。